# Rekviem för Selina
Rekviem för Selina är en norsk dramaserie som hade premiär på NRK den 16 mars 2025. Serien som består av sex avsnitt är skapad av Emmeline Berglund.

## Handling
Serien är löst baserad på bland annat historien om den norska bloggaren och sångaren Sophie Elise. Serien handlar om den 17-åriga rosabloggaren Selina från Nordnorge.

## Rollista (i urval)
- Elli Müller Osborne – Selina
- Pål Sverre Hagen
- Jon Øigarden
- Marit Andreassen